# Xibalbanus
Famille
Genre
Xibalbanus est un genre de rémipèdes, le seul de la famille des Xibalbanidae.

## Distribution
Les espèces de ce genre se rencontrent au Mexique et au Belize.

## Liste des espèces
Selon World Register of Marine Species (14 décembre 2017) :
- Xibalbanus cokei (Yager, 2013)
- Xibalbanus cozumelensis Olesen, Meland, Glenner, van Hengstum & Iliffe, 2017
- Xibalbanus fuchscockburni (Neiber, Hansen, Iliffe, Gonzalez & Koenemann, 2012)
- Xibalbanus tulumensis (Yager, 1987)

## Publications originales
- Hoenemann, Neiber, Humphreys, Iliffe, Li, Schram & Koenemann, 2013 : Phylogenetic analysis and systematic revision of Remipedia (Nectiopoda) from Bayesian analysis of molecular data. Journal of Crustacean Biology, vol. 33, no 5, p. 603-619 (texte intégral).
- Olesen, Meland, Glenner, van Hengstum & Iliffe, 2017 : Xibalbanus cozumelensis, a new species of Remipedia (Crustacea) from Cozumel, Mexico, and a molecular phylogeny of Xibalbanus on the Yucatán Peninsula. European Journal of Taxonomy, no 316, p. 1–27.